# Predigergasse (Bern)

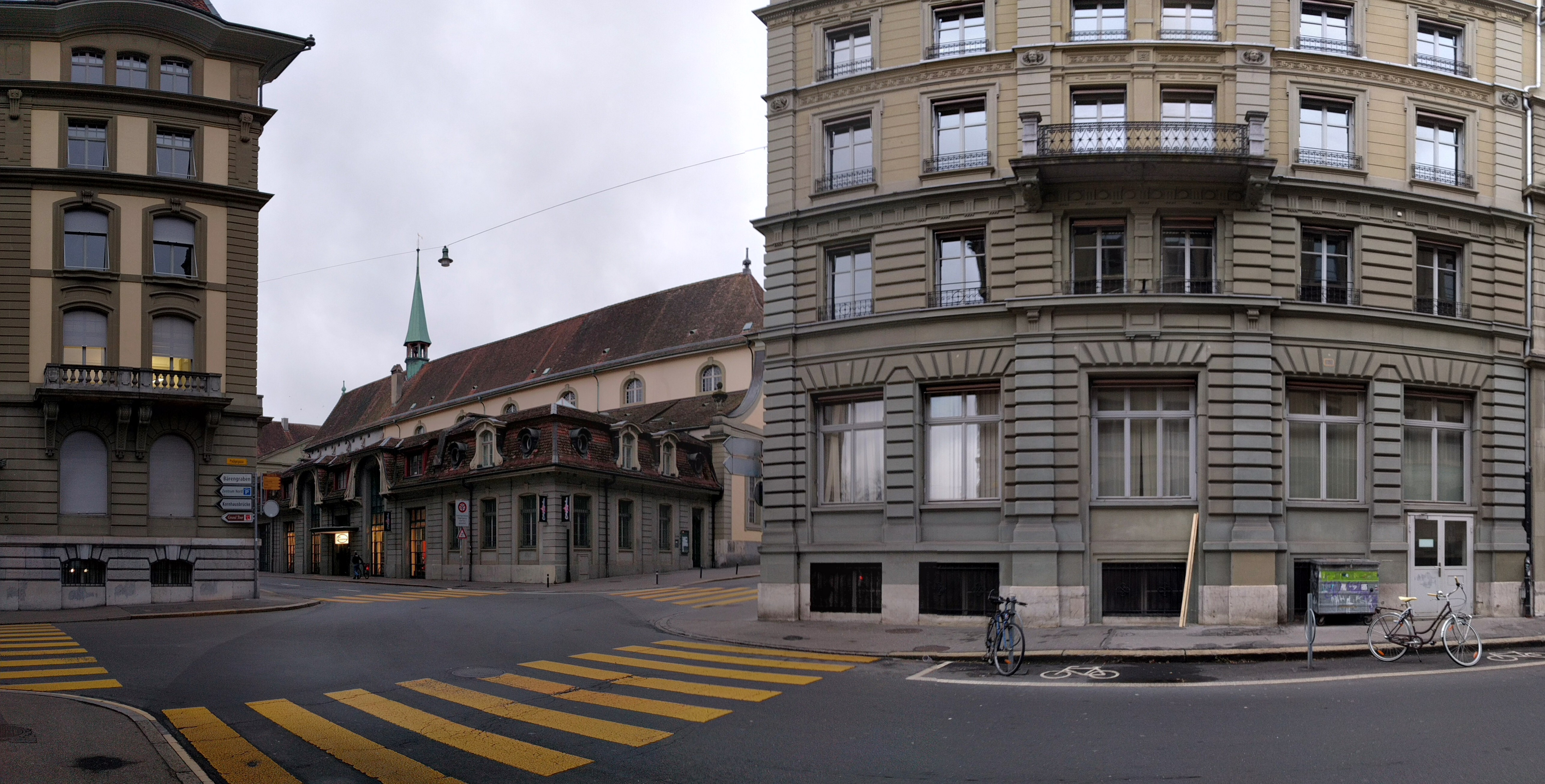
Kreuzung Predigergasse (links) mit Nägeligasse (rechts): Haus Nr. 5 (links), Französischen Kirche im Hintergrund, Haus Nr. 10 (rechts), 2017

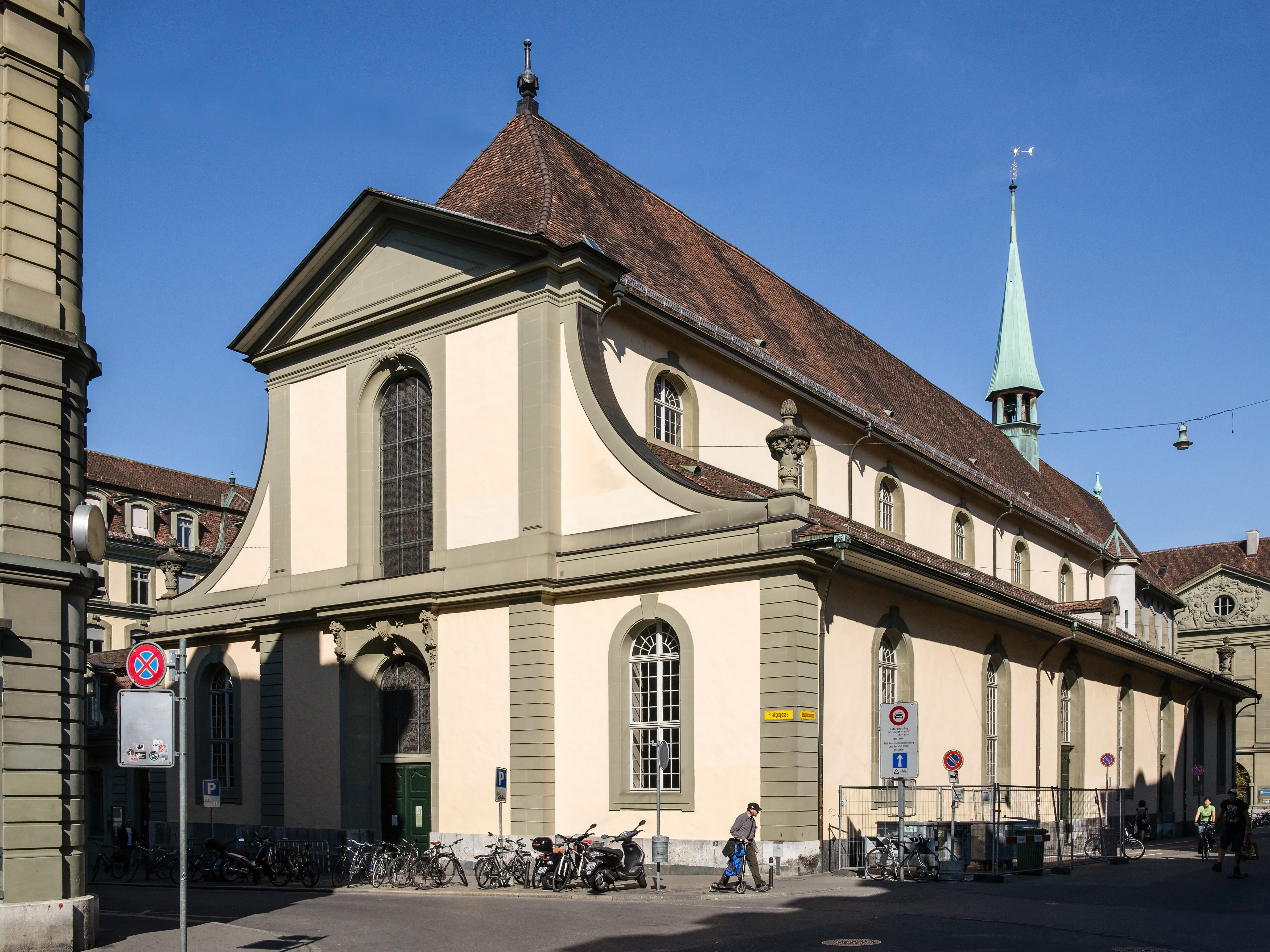
Französische Kirche an der Ecke Predigergasse (links) und Zeughausgasse (rechts), 2013

Die Predigergasse ist eine in der Stadt Bern (Schweiz) gelegene Strasse.

## Lage
Die Predigergasse mündet im Norden in die Schüttestrasse und im Süden in die Zeughausgasse, sie kreuzt sich mit der Nägeligasse.

## Geschichte
Die Predigergasse entstand im Jahre 1877 nach dem Abbruch des Grossen Zeughauses. Sie wurde nach dem an ihrer Ostseite gelegenen Predigerkloster benannt. Als Prediger wurden die Dominikaner bezeichnet, die hier seit dem Ende des 13. Jahrhunderts bis 1527 ansässig waren. Die Klostergebäude verschwanden 1888.

## Bebauung
Die Predigergasse wird auf der Ostseite von der Französischen Kirche und dem Polizeigebäude der Stadtpolizei dominiert. Die Westseite besitzt eine einheitliche Blockbebauung. Fast die gesamte Bebauung ist als schutzwürdig befunden worden. Die Französische Kirche ist als A-Objekt zum Kulturgut von nationaler Bedeutung deklariert und steht somit unter eidgenössischem Denkmalschutz. Die übrigen Gebäude sind von lokaler Bedeutung.
Die Französische Kirche trägt offiziell die Hausnummer Zeughausgasse 8 und  umfasst die Hausnummern Nägeligasse 1a/Predigergasse 1+3.
Das Polizeigebäude an der Predigergasse Nr. 5 wurde 1905 nach den Plänen des Stadtbaumeisters Arnold Blaser erbaut.
Die Häuser der Predigergasse Nr. 4–10 (zugleich auch Zeughausgasse 12–14) wurden von den Architekten Eduard Probst und Christian Trachsel geplant und zwischen 1879 und 1881 erbaut.